# Gustaf Olsson (jurist)
Olof Magnus Gustaf Olsson, född 29 december 1866 i Malmö, död där 13 juli 1922, var en svensk jurist.
Olsson, som var son till smedmästare Anders Gustaf Olsson och Rosalie Sofie Mattsson, blev student vid Lunds universitet 1885 och avlade hovrättsexamen 1890. Han blev extra länsnotarie i Malmöhus län 1893, länsnotarie 1899 och var kronofogde i Oxie och Skytts härads fögderi 1907–1917. Han var sekreterare hos Malmö stads byggnadsnämnd från 1898, ledamot av styrelsen för Malmö industrilotteri från 1907 och ordförande där från 1914, vice ordförande i styrelsen för AB Industribankens kontor i Malmö från 1917, och ledamot av styrelsen för Malmö sparbank från 1918. Han var ledamot av styrelsen för Malmö stads arbetsförmedlingsanstalt 1905–1916, ordförande där 1913–1916, ledamot av direktionen för Malmö allmänna sjukhus från 1905, vice ordförande där från 1908 och ledamot av stadsfullmäktige 1916–1919.